# Suttonia novozelandensis
Suttonia novozelandensis là một loài thực vật có hoa trong họ Anh thảo. Loài này được (Colenso) Mez miêu tả khoa học đầu tiên năm 1902.